# Imperium kości słoniowej
Imperium kości słoniowej (ang. Empire of Ivory) – książka autorstwa Naomi Novik, czwarta część z cyklu Temeraire.
Akcja powieści toczy się w alternatywnym świecie, gdzie w czasie wojen napoleońskich oprócz środków konwencjonalnych stosowanych w tamtych czasach w wojnach, wykorzystuje się także smoki. Opowiada historię Temeraire'a, smoka niebiańskiego z Chin, oraz jego kapitana i przyjaciela Williama Laurence'a, byłego członka floty królewskiej. Książka zawiera elementy historyczne oraz elementy fantastyczne.

## Fabuła
Lawrence, Temeraire i ich towarzysze po powrocie z Azji zastają brytyjskie smoki złożone tajemniczą chorobą, która z wolna prowadzi do śmierci całej populacji. Jako że Temeraire jest odporny na zarazę, władze wysyłają ekspedycję do Afryki, gdzie smok prawdopodobnie nabrał odporności. W Kapsztadzie lekarze dochodzą do wniosku, że lekarstwem jest bardzo rzadko spotykany grzyb o przenikliwym odorze. W trakcie poszukiwań załoga znajduje jaskinię z hodowlą grzybów, które przechwytuje i wysyła do Wielkiej Brytanii. Jaskinia okazuje się być jednak własnością wojowniczego plemienia ze środkowej Afryki, żyjącego w symbiozie ze smokami. Afrykanie porywają ekipę Lawrence'a, przenoszą przez pół kontynentu i więżą w jaskiniach na zboczu góry koło Wodospadów Wiktorii. Lawrence odkrywa, że król plemienia, mając za sobą atuty w postaci wielkiego bogactwa i armady smoków, ma imperialne zapędy, wykraczające być może poza kontynent afrykański. Kapitan odmawia współpracy i zostaje skazany na chłostę. Skatowanego awiatora i jego współtowarzyszy odbija Temeraire w towarzystwie innych smoków. Po powrocie z interioru zastają Kapsztad oblężony przez przeważające zastępy wojowników. Ewakuując się do ojczyzny zostawiają za sobą kolejne kolonie europejskie zniszczone przez tubylców. Po powrocie awiatorzy z oburzeniem dowiadują się, że władze brytyjskie świadomie zaraziły chorobą francuskie smoki, by wyeliminować największe atuty Napoleona. Powodowany honorem Lawrence łamie przysięgę wojskową i wykrada grzyby, po czym ze swym smokiem ucieka do Francji.